# Yasaur
Yasaur (+ 1320) fou un príncep txagataïda revoltat contra el seu kan i per un temps kan vassall dels il-kànides. Era fill de Chübei o Tchobei, net d'Alghu, besnet de Baydar i rebesnet de Txagatai Khan
Yasaur vivia al Kanat de Txagatai i el 1314 es va enllistar a l'exèrcit de Kebek que el 1315 va fer campanya contra els il-kànides de Pèrsia amb el suport dels karaunes (o neguderis) manats pel seu cap Daud Hoja (un fill de Kutlugh Khwaja i net de Duwa) que havia estat expulsat dels seus territoris per l'Il-kan el 1314. L'exèrcit txagataïda va derrotar els persomongols al riu Murgab i va avançar cap a Herat. El Il-kan Öljeitü va enviar llavors un exèrcit a l'est, mentre les forces txagataïdes es retiraven cridades per Esen Buka I a causa d'un atac de la dinastia Yuan al kanat de Txagatai. Kebek, el cap de l'exèrcit, ja havia acusat a Yasaur de cooperar amb els il-kànides durant la invasió, i Yasaur va optar per fer defecció i va passar al servei de l'Il-kan amb els seus homes, amb les que va lliurar combat als txagataïdes; un exèrcit il-kànida va creuar l'Oxus i va arribar per ajudar a Yasaur que així va aconseguir la victòria. Escortat pels il-kànides va retornar cap al Khurasan on Öljeitü li va concedir les terres de pastura de Badghis.
Öljeitü va morir el desembre del 1316 i fou succeït pel seu fill Abu Said Bahadur Khan. Yasaur inicialment va fer homenatge al nou Il-kan. Abu Said era fins llavors el nominal virrei de Khurasan i Mazanderan i estava sota custòdia del noble Sevindj, però no fou coronat immediatament, demorant almenys fins a la primavera o l'estiu del 1317 a causa de les maquinacions de Sevindj, que inútilment va voler desplaçar (gener de 1318) al amir al-ulus Čoban (Čuban) del que sospitava havia instigat els disturbis a Khurasan quan va sortir el jove i que el març de 1318 van causar la mort de l'amir Yasaul, deixat al càrrec de la província el 1317. Suposava a Čoban al seu torn instigat per Bagtüt, ajudant de Yasaul, i pel príncep Yasaur que restava refugiat a la província i dominava el seu feu al sud de l'Oxus (al Badghis). El 1318 Bagtüt i Yasaur es van revoltar obertament i van envair Mazanderan. Des de Tus, Yasaur va enviar forces per ocupar Herat però es va trobar amb la resistència del sobirà local de la dinastia dels kurts d'Herat, Malik Ghiyath al-Din, lleial als il-kànides, i la ciutat d'Herat no va poder ser ocupada; el govern persa no havia pogut enviar forces a causa de la invasió d'Uzbeg Khan de l'Horda d'Or, però Čoban li va fer front amb vint mil homes i llavors es va poder enviar un exèrcit menor a l'est dirigit per l'amir Husayn (pare d'Hasan Buzurg i, per tant, ancestre dels djalayírides); al saber l'arribada de l'exèrcit d'Husayn, Yasaur va haver de retornar cap al Khurasan i la seva revolta es va enfonsar (primavera del 1319). Una de les primeres accions del kan de Txagatai Kebek quan va succeir per aquest temps al seu germà Esen Buka I, fou atacar a Yasa'ur, que seguia revoltat contra els Il-kans i es trobava en un destret a la frontera; Kebek el va derrotar i matar el juny del 1320.
Les severs forces foren la base dels yasauris, un grup que va obtenir influència al Kanat de Txagatai a la meitat del segle i van portar al tron al fill de Yasaur, Qazan Khan ibn Yasaur (1343).